# Uzovce
Uzovce es un municipio del distrito de Sabinov en la región de Prešov, Eslovaquia, con una población estimada a final del año 2024 de 537 habitantes.
Se encuentra ubicado en el centro-oeste de la región, en el valle del río Torysa (cuenca hidrográfica del río Tisza).

## Demografía
| Año        | 1994 | 2004    | 2014    | 2024    |
| ---------- | ---- | ------- | ------- | ------- |
| Población  | 479  | 494     | 531     | 537     |
| Diferencia |      | +3,13 % | +7,48 % | +1,12 % |

| Año        | 2023 | 2024    |
| ---------- | ---- | ------- |
| Población  | 529  | 537     |
| Diferencia |      | +1,51 % |